# Martin Hindorff
Martin Leonard Hindorff (Nyköping, 30 marzo 1897 – Stoccolma, 5 marzo 1969) è stato un velista svedese.

## Palmarès

### Giochi olimpici
- 3 medaglie:
  - 1 oro (Los Angeles 1932 nella classe 6 metri)
  - 2 bronzi (Berlino 1936 nella classe 6 metri; Londra 1948 nella classe 6 metri)